# دیو و دلبر (فیلم ۱۳۸۹)
دیو و دلبر فیلمی به کارگردانی و نویسندگی وحید نیکخواه‌آزاد ساختهٔ سال ۱۳۸۹ است.

## بازیگران
- بابک حمیدیان رئوف
- فرهاد آییش عروسک ساز
- بهاره رهنما بهاره رهنما(خودش)
- رامبد جوان رامبد جوان(خودش)
- علیرضا مظفری جواد
- نادر سلیمانی کارگردان
- الهام کردا دخترخاله رئوف
- زهره حمیدی مادر رئوف
- پروین قائم مقامی خاله رئوف
- نگار نیکخواه آزاد
- فرج‌الله گل سفیدی
- آذر اخوت